# Megalestes major
Megalestes major là loài chuồn chuồn trong họ Synlestidae. Loài này được Selys mô tả khoa học đầu tiên năm 1862.